# Pero de Ver
Pero de Ver (o Veer) fue un juglar gallego del siglo XIII, compositor de lírica en gallego-portugués.

## Biografía
Fue un juglar activo a mediados del siglo XIII. Estudiosos sitúan su origen en la localidad de San Vicente de Ver perteneciente a la Tierra de Lemos, aparece documentado en una donación al monasterio de Samos en 1240. Sin embargo, también hay documentado un Pero Perez de Ver en Portugal en una donación de 1236, probablemente relacionado con la localidad de São João de Ver.

## Obra
Se conservan ocho cantigas: cinco cantigas de amigo y tres cantigas de amor.